# Petalidium cirrhiferum
Petalidium cirrhiferum är en akantusväxtart som beskrevs av Spencer Le Marchant Moore. Petalidium cirrhiferum ingår i släktet Petalidium och familjen akantusväxter. Inga underarter finns listade i Catalogue of Life.